# Eremogarypus perfectus
Eremogarypus perfectus är en spindeldjursart som beskrevs av Beier 1962. Eremogarypus perfectus ingår i släktet Eremogarypus och familjen gammelekklokrypare. Inga underarter finns listade i Catalogue of Life.